# Lobor
Lobor est un village et une municipalité située dans le comitat de Krapina-Zagorje, en Croatie. Au recensement de 2001, la municipalité comptait 3 669 habitants, dont 98,94 % de Croates et le village seul comptait 546 habitants.

## Histoire
Le Camp de concentration de Lobor fut en fonction d'août 1941 à novembre 1942.

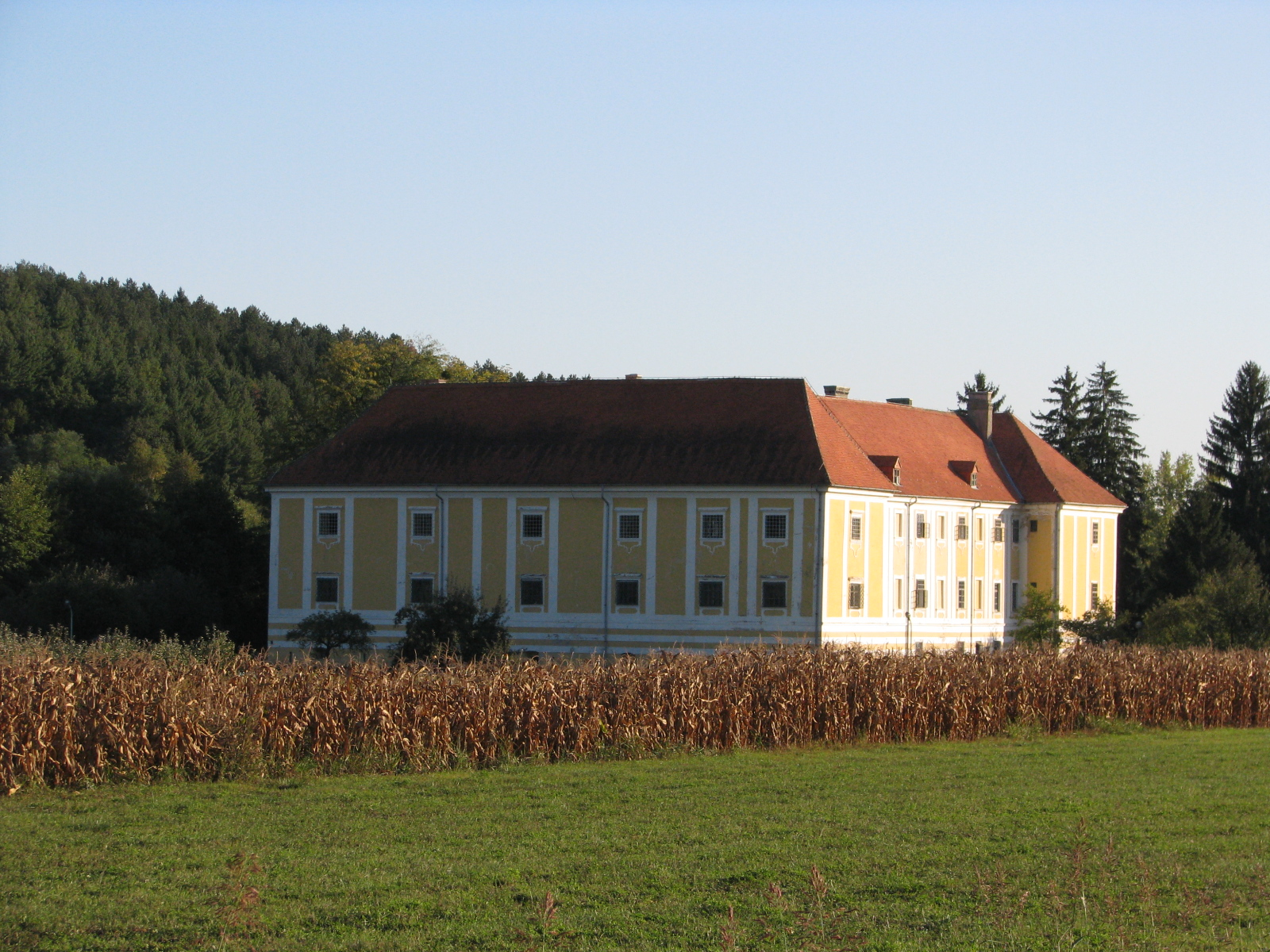
Château de Keglevich en 2011

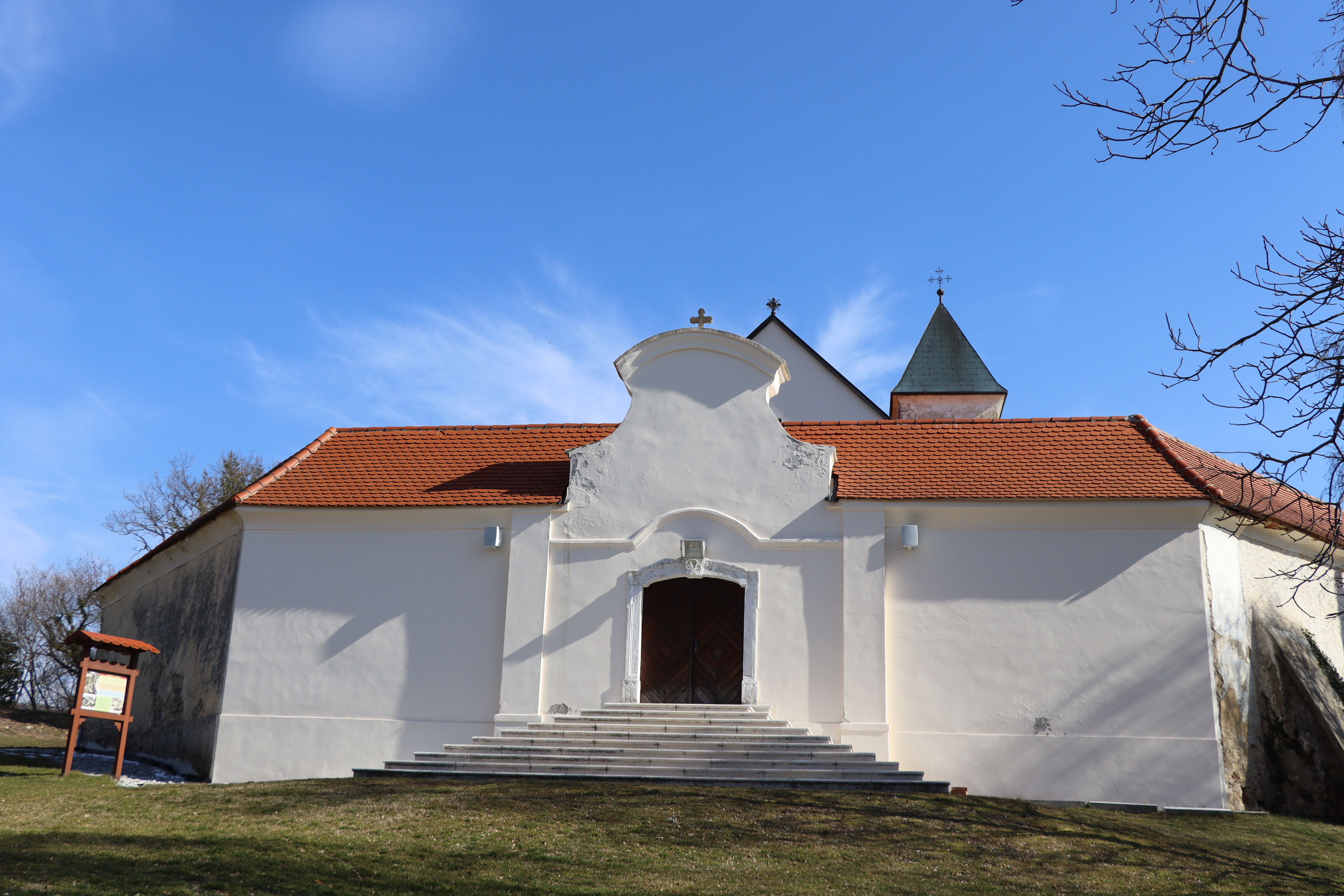
Église de Lobor

## Localités
La municipalité de Lobor compte 10 localités :
| - Cebovec - Lobor - Markušbrijeg - Petrova Gora - Stari Golubovec | - Šipki - Velika Petrovagorska - Vinipotok - Vojnovec Loborski - Završje Loborsko |

## Personnalités
- Franjo Gregurić
- Franjo Horvat Kiš
- Stjepan Adanić
- Mladen Bodalec